# Atyriodes lugens
Atyriodes lugens là một loài bướm đêm trong họ Geometridae.